# Dystrykt Butha-Buthe
Dystrykt Butha-Buthe – jest jednym z 10 dystryktów w Lesotho o powierzchni 1767 km², zamieszkiwany przez 109,6 tys. osób (dane z 2006 r.). Stolica dystryktu znajduje się w mieście Butha-Buthe.